# Thamniopsis cheiloneura
Thamniopsis cheiloneura är en bladmossart som beskrevs av William Russell Buck 1987. Thamniopsis cheiloneura ingår i släktet Thamniopsis och familjen Hookeriaceae. Inga underarter finns listade i Catalogue of Life.